# Distrito Sucre
El Distrito Sucre era la entidad territorial del estado Zulia (Venezuela) que precedió a los actuales municipios Sucre y Baralt. Ubicado en el sur del Lago de Maracaibo, recibió el nombre del prócer de la independencia Antonio José de Sucre (1795-1830), Gran Mariscal de Ayacucho.

## Ubicación
El distrito Sucre estaba dividido en 3 secciones separadas entre sí por otros estados, la sección norte (parroquia General Urdaneta, actual municipio Baralt) limitaba al norte con el distrito Bolívar (actuales municipios Santa Rita, Cabimas, Simón Bolívar, Lagunillas y Valmore Rodríguez) en el río Machango, al sur con el estado Trujillo en el caño Carrillo, al este con los estados Lara y Trujillo en las serranías del Empalado y los Andes y al oeste con el lago de Maracaibo.
La sección este comprendía las parroquias Bobures y Gibraltar estaba entre los estados Mérida al oeste, Trujillo al este, el lago de Maracaibo al norte y el estado Mérida al sur.
La sección oeste, comprendía la parroquia Heras, limitaba al norte con el lago de Maracaibo, al sur y este con el estado Mérida y al oeste con el Distrito Colón (en el actual municipio Francisco Javier Pulgar)

## Historia
El distrito Sucre fue creado en 1904 como una reorganización del cantón Gibraltar al cual se le habían quitado las parroquias La Ceiba y La Ceibita (pasadas al estado Trujillo en 1850) y el corredor de Palmarito (pasado al estado Mérida en 1904) resultando su curiosa división territorial.
El distrito Sucre era una zona costera con pocos habitantes y aislada del resto del país, su única vía de comunicación era el lago de Maracaibo.
La zona del Distrito tenía una tradición portuaria de siglos, como el puerto de salida de los productos de los Andes y de Colombia.

## Geografía
El distrito Sucre estaba conformado entre 1904 y 1948 por los actuales municipios Sucre y Baralt, en 1948 la parroquia General Urdaneta se separa para formar el Distrito Baralt. El distrito Sucre en la parroquia General Urdaneta estaba constituido por una zona de llanuras altas y cerros que bajan de la serranía del Empalado y la cordillera de los andes. 
Las llanuras tienen bosques tropicales húmedos que fueron profundamente intervenidos durante la existencia del distrito para convertirlos en campos de cultivo y tierras de pastoreo.
Los terrenos son de edad reciente con algunos afloramientos del Eoceno hacia el este (formaciones Paují y Misoa).
En las parroquias Bobures, Gibraltar y Heras, estaba formado por llanuras bajas de aluvión, donde desembocaban ríos y torrentes que descendían de los Andes, una zona de tierras fértiles y abundantes lluvias.

## Parroquias
|                           |
| Distrito Sucre 1864-1904. |

|                           |
| Distrito Sucre 1904-1948. |

|                       |
| Parroquias 1948-1989. |

Originalmente el distrito estaba dividido en 4 parroquias Bobures, Gibraltar, General Urdaneta y Heras, en 1948 con la división del distrito conservó las parroquias Bobures, Gibraltar y Heras, las que mantuvo hasta su transformación en municipio en 1989 cuando se crearon las parroquias Monseñor Arturo Álvarez, Rómulo Gallegos y El Batey.

## Actividad económica
La agricultura, la ganadería y la pesca eran las actividades principales.

## Política
El Distrito Sucre era gobernado desde su fundación por un Prefecto y un Concejo Municipal, los cuales eran elegidos por el gobierno de turno, así durante las dictaduras eran funcionarios del gobierno o militares y durante la democracia era miembros del partido gobernante de turno o partidos aliados, así hubo prefectos de AD, COPEY, URD y el MEP.
Las funciones del distrito eran más limitadas que las de las alcaldías actuales e incluían:
- Catastro
- Impuestos municipales comerciales
- Emisión de timbres fiscales
- Ornato
- Registro Civil

El distrito también ejercía funciones de educación como Distrito Escolar Sucre bajo el Ministerio de Educación, y a su vez organizaba eventos deportivos como juegos inter escuelas o inter distritos.
Funciones como vialidad, servicios, vivienda quedaban bajo la potestad exclusiva del ejecutivo nacional de turno, por medio de organismos como el Ministerio de Transporte y Comunicaciones, Gas del Distrito, Cadafe (la compañía eléctrica), El Instituto Municipal del Aseo Urbano (IMAU), El Instituto Nacional de Obras Sanitarias (INOS), El Ministerio de la Salud, el Ministerio de Educación (ME), el Instituto Nacional de la Vivienda (INAVI).
El centralismo ocasionaba el retraso de las obras, la mala planificación (sin conocer realmente la zona con proyectos hechos en Caracas) y el abandono, para lo que el distrito era impotente.

## Disolución
La reforma de la constitución de Venezuela de 1961 realizada en 1989 conocida como Reforma del estado, tenía como objetivo reordenar el espacio geográfico creando la figura de los municipios, democratizar y descentralizar la administración pública creando gobernadores, alcaldes y concejales electos por el pueblo.
Además las alcaldías tendrían personalidad propia y no serían solo divisiones administrativas, con el derecho a establecer sus propios símbolos, y con mayor autonomía para decretar ordenanzas.
También se buscaba la descentralización pasando los servicios a compañías privadas regionales, o locales con lo cual Cadafe pasó a ser ENELCO (Energía Eléctrica de la Costa Oriental), el INOS pasó a ser Hidrolago.
Los alcaldes también tendrían un presupuesto y mayores facultades que los prefectos, con responsabilidades en seguridad, servicios, vialidad, transporte y vivienda.

## Legado
El nombre del distrito Sucre perdura en el municipio Sucre.